# 총각은 어려워
총각은 어려워(A Guy Thing)는 미국에서 제작된 크리스 코치 감독의 2003년 코미디, 멜로/로맨스 영화이다. 제이슨 리 등이 주연으로 출연하였고 데이비드 래드 등이 제작에 참여하였다.

## 출연

### 주연
- 제이슨 리
- 줄리아 스타일스
- 셀마 블레어

### 조연
- 제임스 브롤린
- 숀 하토시
- 로슬린 먼로
- 다이애나 스카위드
- 데이비드 코에너
- 줄리 하거티
- 토마스 레논
- 재키 버로우즈
- 제이 브라조
- 매튜 워커
- 프레드 이와누익
- 리사 캘더
- 댄 조프리
- 마이클 테이겐

## 제작진
- 공동제작: 데이빗 커윈
- 공동제작: 다니엘 스털링
- 미술: 댄 데이비스
- 세트: 레슬리 빌
- 의상: 파멜라 위더스
- 배역: 브레넌 뒤프레슨
- 배역: 리자 브라몬 가르시아